# 保加利亞交通
保加利亞交通由公路、航空、鐵路和水運組成。

## 航空
2008年第二空廈完工之後，索菲亞機場的年客運量達3,230,696人。2011年4月，索菲亞機場的乘客數達282,694人，比2009年同期增加了13%。保加利亞有三個主要機場。

## 鐵路

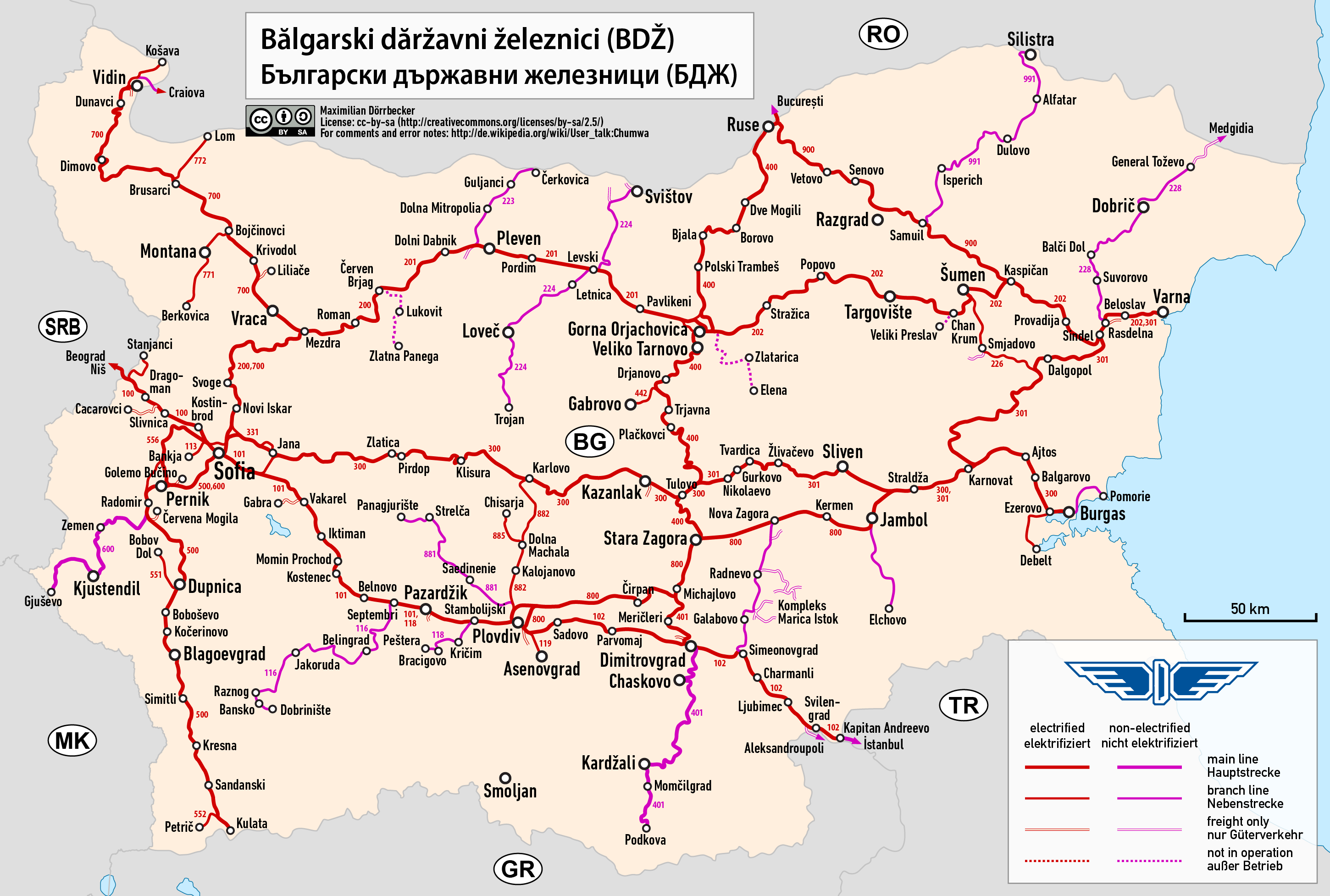

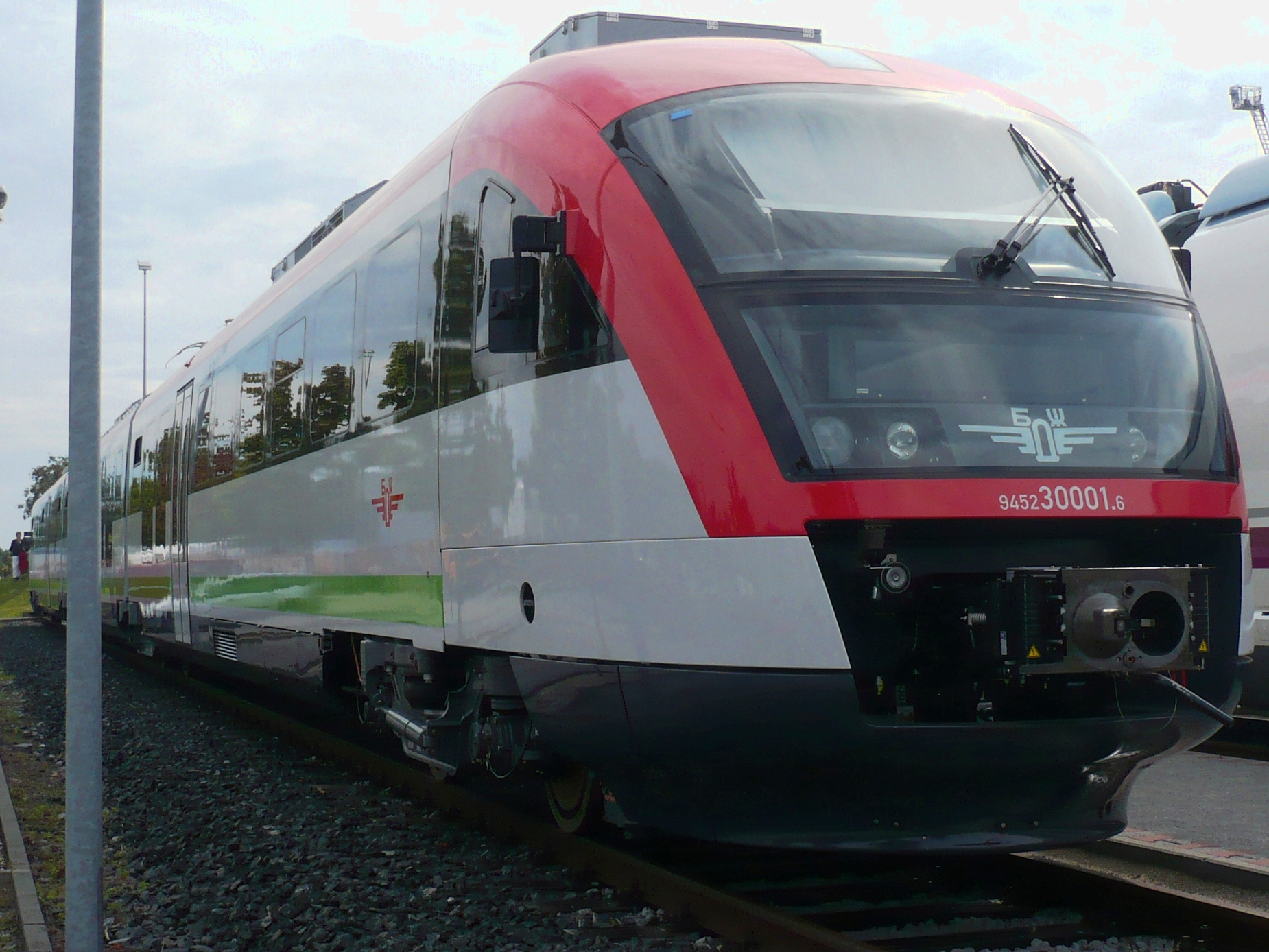
A BDZ Desiro train

2005年，保加利亞國內鐵路長6,238公里，其中有125公里是窄軌鐵路。保加利亞的鐵路網自1980年代之後就沒有擴大，但有一些升級計劃正在進行。保加利亞也有修建高速鐵路的計劃。

## 公路
2000年代初期，保加利亞國內公路長37,300公里。